# Amstel Gold Race 2018
L'Amstel Gold Race 2018 va ser la 53a edició de l'Amstel Gold Race i es disputà el 15 d'abril de 2018, sobre un recorregut de 263 km, entre Maastricht i Berg en Terblijt. Aquesta fou la setzena prova de l'UCI World Tour 2018 i primera del tríptic de les Ardenes, abans de la Fletxa Valona i la Lieja-Bastogne-Lieja.
El vencedor final fou el danès Michael Valgren Andersen (Astana Qazaqstan Team), que s'imposà a l'esprint al txec Roman Kreuziger (Mitchelton-Scott). En tercera posició finalitzà Enrico Gasparotto (Bahrain-Merida).

## Equips participants
En ser l'Amstel Gold Race una prova de l'UCI World Tour, els 18 World Tour són automàticament convidats i obligats a prendre-hi part. A banda, set equips són convidats a prendre-hi part per formar un pilot de 25 equips i 175 corredors.
| WorldTeams (18)- Quick-Step Floors - Lotto Soudal - Lotto NL-Jumbo - Team Sunweb - Sky - Groupama-FDJ - AG2R La Mondiale - Movistar Team - Katusha-Alpecin - BMC Racing Team - EF Education First-Drapac p/b Cannondale - Trek-Segafredo - UAE Team Emirates - Bahrain-Merida - Bora-Hansgrohe - Astana - Dimension Data - Mitchelton-Scott Equips continentals professionals (7)- Vital Concept - Roompot-Nederlandse Loterij - Nippo-Vini Fantini-Europa Ovini - Israel Cycling Academy - Sport Vlaanderen-Baloise - Wanty-Groupe Gobert - Aqua Blue Sport |
| |

## Recorregut
El recorregut d'aquesta edició varia en respecte el de le l'edició anterior, amb 35 cotes i com a principal novetat que la darrera cota no serà la tradicional cota del Cauberg sinó la cota de Bemelerberg, a 5,6 kilómetres de meta, i finalitzant a la vila de Berg en Terblijt. Es passa quatre vegades per la línia de meta, amb el primer pas pel Cauberg al kilòmetre 52,5. S'hi tornarà a passar a manca de 85 kilòmetres del final, moment en què comença l'ascensió a les cotes més dures, como el Loorberg, Eyserbosweg i Keutenberg.
| Núm. | Nom            | Llargada (m) | Pendent mitjana | Km a meta |
| ---- | -------------- | ------------ | --------------- | --------- |
| 1    | Slingerberg    | 1.200        | 5,4 %           | 254,8     |
| 2    | Adsteeg        | 620          | 4,7 %           | 249,9     |
| 3    | Lange Raarberg | 1.000        | 4,3 %           | 241,7     |
| 4    | Bergseweg      | 2.200        | 3,4 %           | 225,7     |
| 5    | Sibbergrubbe   | 2.000        | 4,1 %           | 214       |
| 6    | Cauberg        | 1.500        | 7 %             | 209,6     |
| 7    | Geulhemmerberg | 1.000        | 5,8 %           | 204,9     |
| 8    | Heiweg         | 1.300        | 7 %             | 185,5     |
| 9    | Kalleberg      | 1.500        | 5,1 %           | 181,5     |
| 10   | Wolfsberg      | 500          | 5,8 %           | 174,5     |
| 11   | Loorberg       | 1.600        | 5,1 %           | 171       |
| 12   | Schweiberg     | 3.000        | 3,7 %           | 159,5     |
| 13   | Camerig        | 3.600        | 7 %             | 153,1     |
| 14   | Vaalserberg    | 2.600        | 4,2 %           | 141,8     |
| 15   | Gemmenicherweg | 2.000        | 5,4 %           | 137,2     |
| 16   | Vijlenerbos    | 1.800        | 5,1 %           | 133,4     |
| 17   | Eperheide      | 2.300        | 4,5 %           | 124,7     |
| 18   | Gulperberg     | 1.100        | 5,2 %           | 115,9     |
| 19   | Plettenberg    | 1.200        | 3,7 %           | 112,3     |
| 20   | Eyserweg       | 2.100        | 4,4 %           | 110,1     |
| 21   | Huls           | 900          | 8,3 %           | 105,5     |
| 22   | Vrakelberg     | 600          | 7,7 %           | 100,1     |
| 23   | Sibbergrubbe   | 2.000        | 4,1 %           | 92,2      |
| 24   | Cauberg        | 1.500        | 7 %             | 87,8      |
| 25   | Geulhemmerberg | 1.000        | 5,8 %           | 83,1      |
| 26   | Bemelerberg    | 1.200        | 4 %             | 70,1      |
| 27   | Loorberg       | 1.600        | 5,1 %           | 54,6      |
| 28   | Gulperberg     | 600          | 9,8 %           | 44,7      |
| 29   | Kruisberg      | 800          | 8,4 %           | 39,3      |
| 30   | Eyserbosweg    | 1.100        | 7,9 %           | 37,3      |
| 31   | Fromberg       | 1.200        | 4,8 %           | 33,5      |
| 32   | Keutenberg     | 1.700        | 6,1 %           | 29        |
| 33   | Cauberg        | 1.500        | 7 %             | 18,9      |
| 34   | Geulhemmerberg | 1.000        | 5,8 %           | 14,2      |
| 35   | Bemelerberg    | 1.200        | 4 %             | 5,6       |

## Classificació final
| \| Classificació general \| Classificació general \| Classificació general \| Classificació general \| Classificació general \| \| Corredor \| Corredor \| Equip \| Temps \| \| \| --------------------- \| --------------------------- \| ------------------------- \| --------------------- \| --------------------- \| \| 1r \| Michael Valgren Andersen \| Astana \| 6h 40' 07" \| \| \| 2n \| Roman Kreuziger \| Mitchelton-Scott \| + 0" \| \| \| 3r \| Enrico Gasparotto \| Bahrain-Merida \| + 2" \| \| \| 4t \| Peter Sagan \| Bora-Hansgrohe \| + 19" \| \| \| 5è \| Alejandro Valverde Belmonte \| Movistar Team \| + 19" \| \| \| 6è \| Tim Wellens \| Lotto-Soudal \| + 19" \| \| \| 7è \| Julian Alaphilippe \| Quick-Step Floors \| + 19" \| \| \| 8è \| Jakob Fuglsang \| Astana \| + 23" \| \| \| 9è \| Lawson Craddock \| EF Education First-Drapac \| + 30" \| \| \| 10è \| Jelle Vanendert \| Lotto-Soudal \| + 36" \| \| \| 11è \| Daryl Impey \| Mitchelton-Scott \| + 53" \| \| \| 12è \| Preben Van Hecke \| Sport Vlaanderen-Baloise \| + 53" \| \| \| 13è \| Philippe Gilbert \| Quick-Step Floors \| + 53" \| \| \| 14è \| Greg Van Avermaet \| BMC Racing Team \| + 53" \| \| \| 15è \| Rudy Molard \| Groupama-FDJ \| + 53" \| \| |                             |                           |            |
| |                             |                           |            |
| Font: ProCyclingStats |                             |                           |            |
| Classificació general |                             |                           |            |
| Corredor | Corredor                    | Equip                     | Temps      |
| 1r | Michael Valgren Andersen    | Astana                    | 6h 40' 07" |
| 2n | Roman Kreuziger             | Mitchelton-Scott          | + 0"       |
| 3r | Enrico Gasparotto           | Bahrain-Merida            | + 2"       |
| 4t | Peter Sagan                 | Bora-Hansgrohe            | + 19"      |
| 5è | Alejandro Valverde Belmonte | Movistar Team             | + 19"      |
| 6è | Tim Wellens                 | Lotto-Soudal              | + 19"      |
| 7è | Julian Alaphilippe          | Quick-Step Floors         | + 19"      |
| 8è | Jakob Fuglsang              | Astana                    | + 23"      |
| 9è | Lawson Craddock             | EF Education First-Drapac | + 30"      |
| 10è | Jelle Vanendert             | Lotto-Soudal              | + 36"      |
| 11è | Daryl Impey                 | Mitchelton-Scott          | + 53"      |
| 12è | Preben Van Hecke            | Sport Vlaanderen-Baloise  | + 53"      |
| 13è | Philippe Gilbert            | Quick-Step Floors         | + 53"      |
| 14è | Greg Van Avermaet           | BMC Racing Team           | + 53"      |
| 15è | Rudy Molard                 | Groupama-FDJ              | + 53"      |